# Josep Finestres
José Finestres
Josep Finestres i Monsalvo ou José Finestres y Monsalvo dans la graphie castillane (Barcelone, 1688 - Montfalcó de Mossèn Meca, dans l’actuelle commune d’Ossó de Sió, 1777) était un juriste érudit et professeur d’université espagnol (catalan).
Après une formation de juriste à Barcelone et à Cervera, il se voua d’une part à l’enseignement du droit — comme titulaire de la chaire de droit dans l’université de Cervera, institution à laquelle il restera lié jusqu’à sa mort —, avec pour domaine de spécialité le droit romain, et d’autre part à l’étude de la culture classique. Comme éditeur, il publia à l’usage de sa faculté un ensemble de textes juridiques de base, assortis de ses annotations. Comme auteur, il fit paraître notamment : un recueil de dissertations, dérivées de ses cours ; un ouvrage sur l’Epitome juris d’Hermogène, qui demeure son œuvre principale ; et un livre sur l’épigraphie romaine en Catalogne, sujet dont il était expert. Ses discours académiques passent pour un modèle de casuistique juridique. On lui doit enfin une importante correspondance, Finestres ayant en effet été en contact épistolaire avec nombre d’autres intellectuels contemporains, dont Gregorio Mayans, son ancien camarade de collège.

## Biographie
Josep Finestres débuta sa formation dans sa ville natale, au collège de Cordelles, tenu par les jésuites, où il obtint son baccalauréat, avant de s’inscrire en 1706 à l’université pour y poursuivre des études de droit. Plus tard, en 1715, il acquit à l’université de Cervera une licence et un doctorat en droit civil, puis une licence en droit canon. Par la suite, et jusqu’à sa mort, il restera rattaché à l’université de Cervera, dont il fut l’âme et sans doute la figure la plus prestigieuse. Il y remplit nombre d’offices et de charges différents : de correcteur d’épreuves et de bibliothécaire, de directeur de la chaire de droit civil (1715-1718), de professeur extraordinaire en Institutions (1718-1722), de directeur de la première chaire de droit (1722-1730) et de celle de vespres de lleis (1730-31). À partir de 1734, il fut titulaire de la chaire de prima, fonction qu’il exercera jusqu’à sa retraite en 1751. Vice-chancelier de l’université, il devint à ce titre, à la mort de Miquel Gonser i Andreu, aussi chancelier par intérim toute l’année 1743. Il fut nommé vice-chancelier une seconde fois en mars 1762, lorsque le poste du chancelier don Blas Quintana se trouva vacant. 
Clerc tonsuré, c’est-à-dire n’ayant pas reçu les ordres sacrés, il voua toute sa vie à l’enseignement du droit et à l’étude de la culture classique. Son domaine de spécialité était le droit romain, dont il édita et annota plusieurs des textes anciens. Il possédait le catalan — sa langue maternelle, à laquelle il resta attaché —, le castillan, le français, l’allemand, le latin et le grec. À partir de 1727, il entretint avec Gregorio Mayans, son ancien camarade de collège, une intéressante correspondance, d’où naîtra entre les deux hommes une amitié durable. Il s’appliqua à se constituer une solide bibliothèque d’ouvrages de droit et de philologie classique. Il se tenait au courant de la littérature française par le truchement du Journal des Sçavans et des Mémoires de Trévoux, et, par le biais des Acta Eruditorum de Leipzig, également des publications juridiques et érudites d’Allemagne et de Hollande, sujet récurrent de ses échanges épistolaires avec Mayans. Outre avec ce dernier, qui le considérait comme le « prince du droit romain », Finestres était en contact épistolaire avec d’autres intellectuels contemporains, faisant de sa correspondance une importante source historique de données et d’informations. Il se signala par son érudition et par la qualité de ses discours et de ses oraisons solennelles à l’intention des étudiants. Il fut l’un des premiers membres de la Académie des belles-lettres de Barcelone.
Après sa mort à Montfalcó (dans l'actuelle commune d’Ossó de Sió le 11 novembre 1777, ses restes furent translatés à Cervera, où l’université organisa des obsèques extraordinaires en son honneur. Une fondation de l'université de Barcelone a été baptisée à son nom. Il était le frère de l'historien Jaume Finestres.

## Œuvre

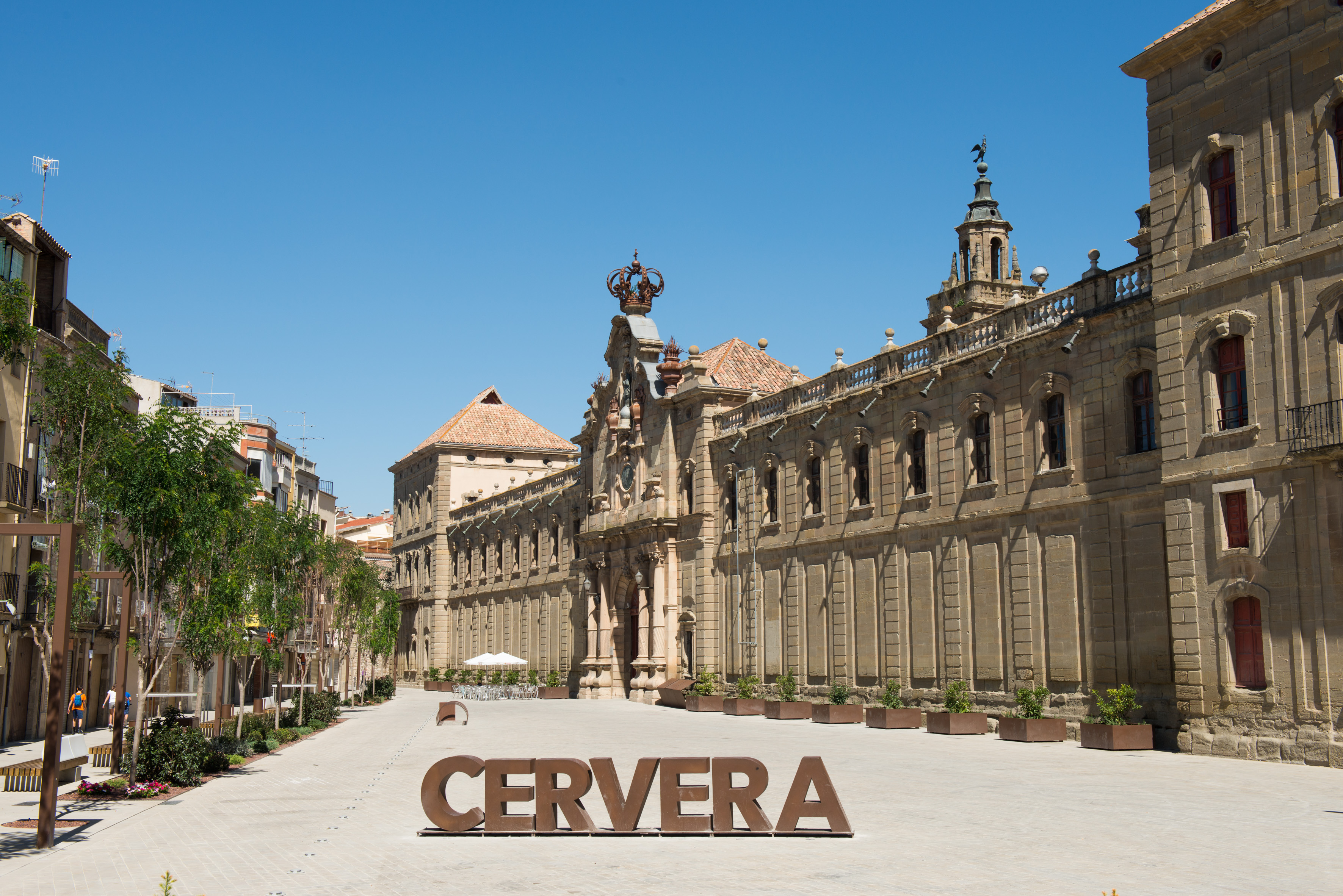
Édifice de l’ancienne université de Cervera.

En tant qu’auteur, Josep Finestres débuta en éditant et en annotant, à l’usage de la chaire de droit de l’université de Cervera, un ensemble de textes juridiques fondamentaux, tels que : les Institutiones de Justinien (1737) ; la Iurisprudentia vetus anteiustinianea (1754), assortie de quelques notes inédites de Pierre du Faure et rééditée à La Haye par Gerard Meerman dans son Novus thesaurus (avec ajout de commentaires par des juristes modernes) ; B. Chigi (1737) ; et J. Altamirano (1739), également réédité par Meerman.
Une suite de dissertations, fruit de ses cours, furent complétées et intégrées dans les Exercitationes academicae (1745) et dans ses Praelectiones cervarienses (1750-1752). En raison de son utilité didactique, il prit souvent, comme base de ses explications durant ses cours, l’Epitome juris d’Hermogène, à qui il consacra son œuvre principale, In Hermogeniani Iuris Epitomarum libros sex commentarius (1757), que Mayans ne réussit pas à faire insérer par Meerman dans son Novus thesaurus, lequel Meerman du reste n’admit pas davantage les écrits de Mayans, le juriste hollandais refusant en effet de faire figurer des auteurs vivants dans son livre. En 1747, il mit en chantier son Iuris catalauni elementa, ainsi qu’un De historia iuris catalaunici, que Mayans se proposait de publier à Valence concurremment avec sa propre Historia iuris valentini, à quoi il renonça cependant, redoutant de « heurter quelque chose qui puisse offenser la délicatesse du système présent ». Les discours académiques de Finestres sont un modèle de casuistique juridique universitaire. À l’âge de 74 ans, il fit encore paraître — révisée et complétée par Mayans — Sylloge inscriptionum romanorum quae in principatu Catalauniae vel exstant vel aliquando exstiterunt (1762), sur l’épigraphie romaine en Catalogne, dont il était grand connaisseur.